# Mustafa Rugibani
Mustafa Rugibani (født 1941) en libysk forretningsmand og politiker. Han blev indsat som arbejdsminister den 22. november 2011 af Abdurrahim El-Keib  for Det libyske overgangsråd.